# Ілевич Софія Іванівна
Софія Іванівна Ілевич (1872, Мшана, нині Городоцький район, Львівська область, Україна — 1953/1956, Бучач) — український галицький музичний педагог, піаністка, композитор.

## Життєпис

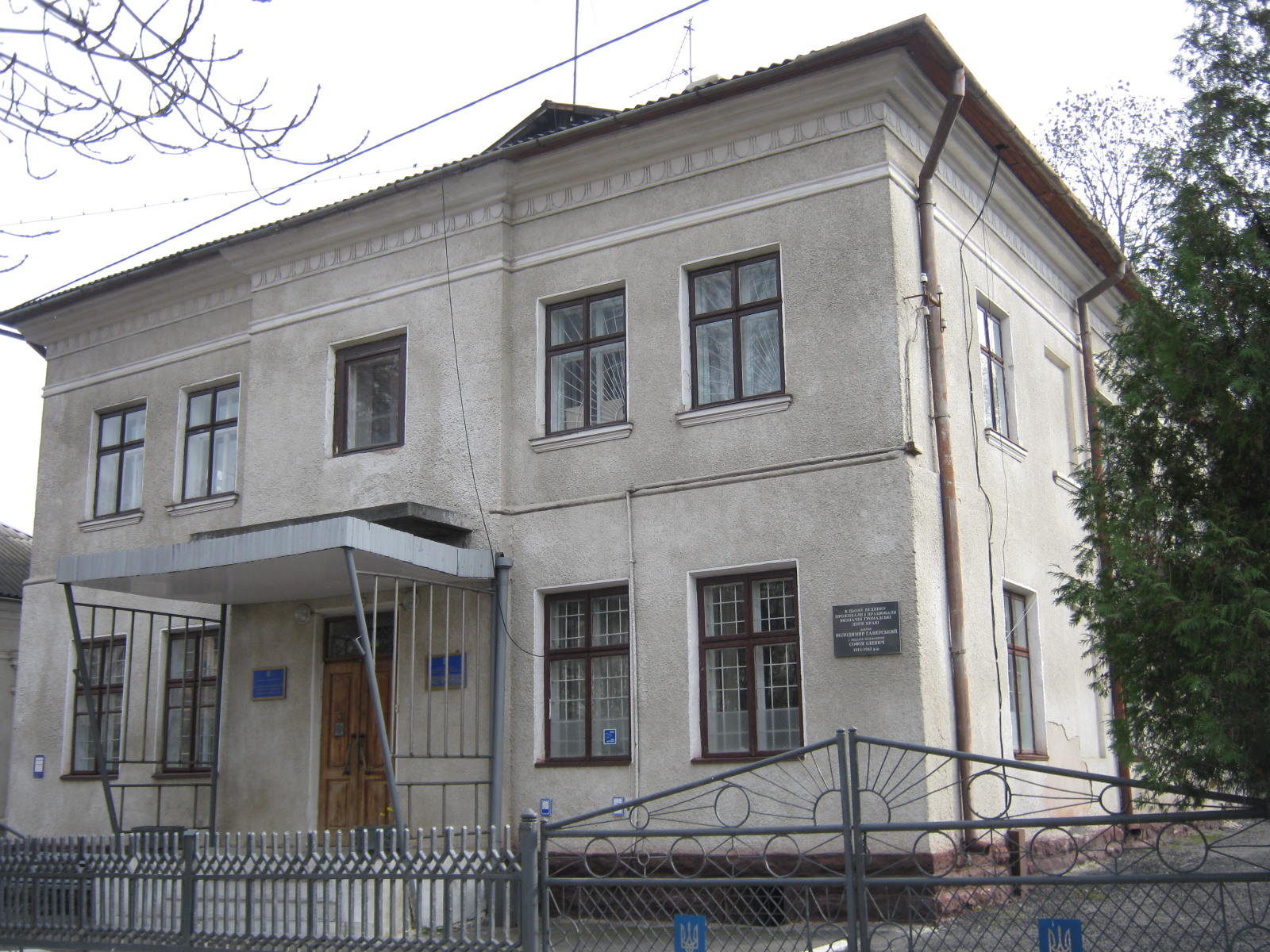
Дім Володимира Гамерського, вул. Просвіти, 25, Бучач

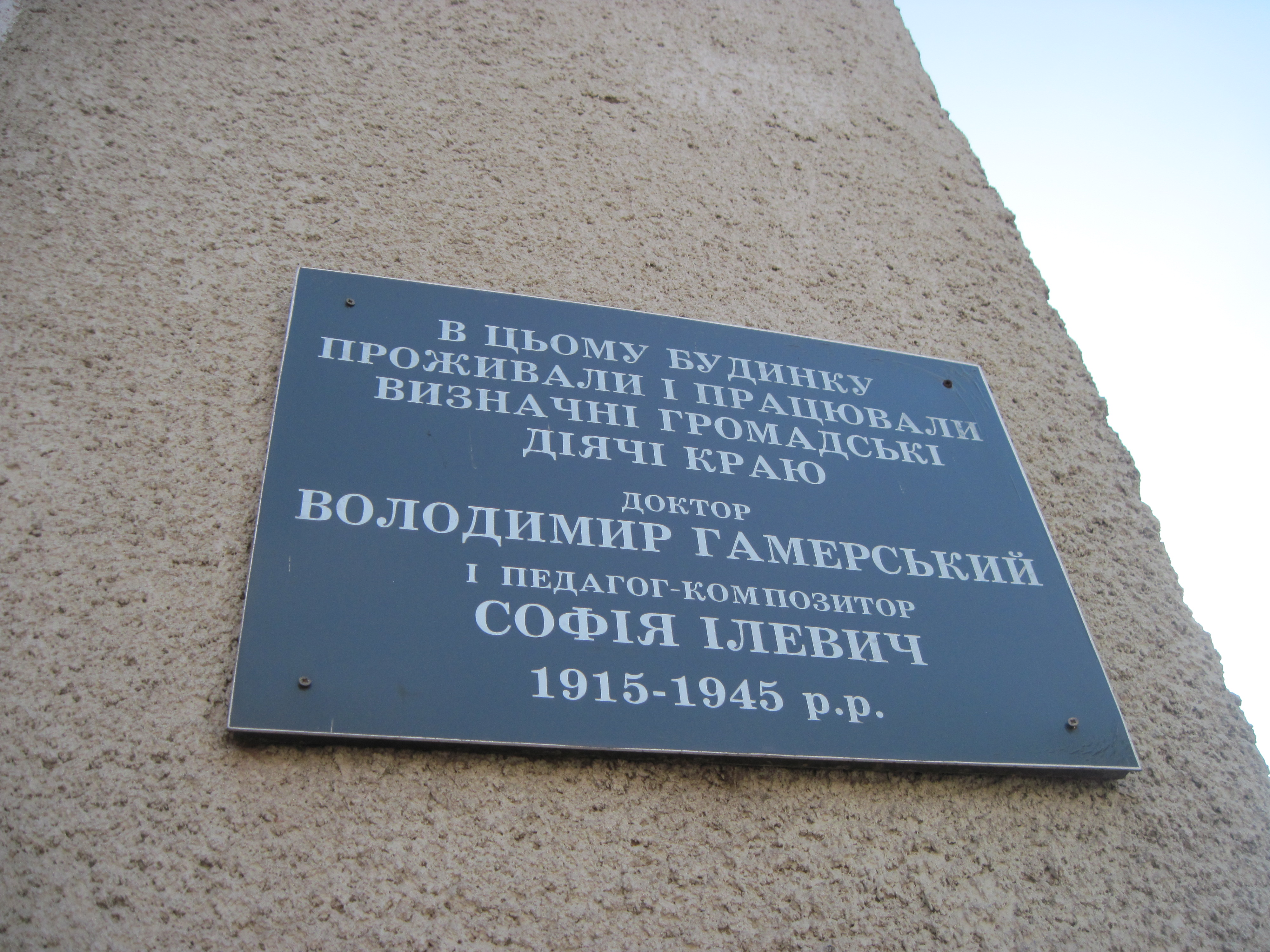
Пам'ятна дошка Софії Ілевич та Володимиру Гамерському, Бучач

Батько — о. Іван Ілевич, священник УГКЦ, парох, вчитель математики, фізики в гімназії у Львові.
Після смерти батька жила в сестри Анни Гамерської в Ряшеві, де вчилася гри на фортепіано у професора Цирбиса. Після смерти Олександра Гамерського обидві переїхали до Самбора. Тут почала вчити музики в школі польського музичного товариства через відсутність українського. Заробітками допомагала сестрі виховувати та ростити 4 сини та доньку, тому вони отримали добру освіту.
Після Першої світової війни разом з сестрою переїхали до Бучача, де небіж Володимир Гамерський став повітовим лікарем.
У 1915 році заснувала приватну музичну школу. На початку 1920-х відкрила перші музичні класи, що стали прабатьками майбутньої музичної школи в Бучачі, яка розміщувалася в невеликому будинку, на якому була вивіска: «Музична школа».
За більшовицької влади працювала вчителькою Бучацької дитячої музичної школи.

## Вшанування
На будинку, де проживала родина Гамерських (вул. Просвіти, 25, нині — приміщення районного військкомісаріату[джерело?]) встановлено пам'ятну дошку їй та небожу Володимиру.
|  | Писати про Бучач і Бучачан і не згадати про Зосю Ілевичівну, це те, що співати пісню без акомпаньяменту, без музичної оправи |